# Kuljančići
Kuljančići (cyr. Куљанчићи) – wieś w Bośni i Hercegowinie, w Republice Serbskiej, w gminie Vlasenica. W 2013 roku liczyła 93 mieszkańców.